# Parlament de Patrie dal Friûl
El parlament de Patrie dal Friûl fou una institució parlamentària friülana nascuda sota el Patriarcat d'Aquileia i que fou convocat per darrer cop el 1805. Tenia caràcter estamental i hi participaven representants del clergat, dels nobles i dels municipis.
Entre els membres del clergat hi havia els bisbes, superiors de capítol i dels monestirs. Pels nobles hi havia els nomenats per l'Imperi i els nomenats pel patriarca. Pel que fa als municipis hi havia representants d'Aquilee, Cividât, Udin, Glemone, Sacîl i Tumieç. Sota l'estat patriarcal el parlament es reunia habitualment a Cividât, algun cop a Udin i a Sant Denêl.
Sota la Venècia la seu es va fixar definitivament a Udin. El saló del parlament era al Castell d'Udine des del 1511. Cap al 1420, sota la dominació veneciana, el parlament fou redimensionat en les seves competències i tenia alguna potestat en política exterior. La darrera reunió es va tenir lloc el 1805.